# 恩地日出夫
恩地 日出夫（おんち ひでお、1933年1月23日 - 2022年1月20日）は、日本の映画監督である。2005年、旭日小綬章受章。

## 来歴
東京市（現世田谷区）に生まれる。長野県、山形県への学童疎開を経験した後、東京都立千歳高等学校（現・東京都立芦花高等学校）卒業。慶應義塾大学経済学部卒業後、東宝に入社。森谷司郎、木下亮が同期。
堀川弘通監督の助監督を経て、1960年、27歳で監督に昇進、東宝ヌーベルバーグとも呼ばれた『若い狼』で監督デビュー。続いて、団令子主演で作品を発表するが、「観念的」「難解」と評される。ブランクの後、内藤洋子売り出しのための『あこがれ』を制作。そのみずみずしい映像感覚は評判となる。その後の『伊豆の踊子』『めぐりあい』などで、青春映画に新境地を開く。
以後、寡作ながら新宿西口バス放火事件の被害者の手記を映画化した『生きてみたいもう一度・新宿バス放火事件』や、昭和30年代の農村で育つ子供達の姿を活写した『四万十川』などを発表。『蕨野行』（村田喜代子原作）では、芸術選奨文部大臣賞・報知映画賞監督賞を受賞している。
一方テレビドラマでは『傷だらけの天使』（1974年 - 1975年）の監督を手がけた。特にオープニング映像の演出は視聴者に強烈な印象を与え、テレビ史における名シーンとなっている。
1979年には、シンガーソングライターの泉谷しげるを主役に起用した土曜ワイド劇場『戦後最大の誘拐 吉展ちゃん事件』で、芸術祭賞優秀賞を受賞（この作品が泉谷の俳優デビュー作となった）。
毎日映画コンクールでは選考委員を務めた。
2022年1月20日午後9時47分、肺がんのため横浜市の病院で死去。88歳没。

## 人物
「九条の会」傘下の「マスコミ九条の会」呼びかけ人を務めている。妻は美術監督の星埜恵子（ほしの・けいこ）。

## 主な監督作

### 映画
- 若い狼（1961年）
- 高校生と女教師・非情の青春（1962年）
- 素晴らしい悪女（1963年）
- 女体（1964年）
- あこがれ（1966年）
- 伊豆の踊子（1967年）
- めぐりあい（1968年）
- 昭和元禄・TOKYO196X年（1968年）
- 恋の夏（1972年）
- しあわせ（1974年）
- 地球（テラ）へ…（1980年）
- 生きてみたいもう一度・新宿バス放火事件（1985年）
- 四万十川（1991年）
- 結婚 佐藤・名取御両家篇（1993年）
- 蕨野行（2003年）

### テレビドラマ
- 火曜日の女シリーズ（日本テレビ）
  - ガラス細工の家 全7話（1973年）
- 土曜日の女シリーズ（日本テレビ）
  - 天使が消えていく 全6話（1973年）
  - 鏡の中の顔 全6話（1974年）
- 赤い迷路（1974年、TBSテレビ・大映テレビ）第5話、第9話
- 傷だらけの天使（1974年 - 1975年、日本テレビ・東宝）OP、第2話、第7話、第14話、第15話、第19話
- 夜明けの刑事（1974年 - 1977年、TBSテレビ・大映テレビ）
- 俺たちの旅（1975年 - 1976年、日本テレビ・東宝）第9話、第17話
- 愛のサスペンス劇場（日本テレビ）
  - 突如として男が（1975年）
  - 欲望（1975年）
  - 青い幸福（1976年）
  - 薪能（1977年）
- 人間の証明（1978年、毎日放送・東映）
- 飢餓海峡（1978年、フジテレビ・バリアンツ、第3話、第4話、第7話）
- 人はそれをスキャンダルという（1978年、TBSテレビ・大映テレビ）
- 土曜ワイド劇場（テレビ朝日）
  - 復讐 ある女教師の告白（1978年）
  - 戦後最大の誘拐 吉展ちゃん事件（1979年）
  - 欲望の海峡（1980年）
- 火曜サスペンス劇場（日本テレビ）
  - 球形の荒野（1981年）
  - 幻の罠（1982年）
  - 殺したくないのに（1982年）
  - 遺書を送った女（1983年）
  - 女の中の炎（1983年）
  - 帰郷・妻が消えた（1984年）
  - あしたの顔（1985年）
  - 非常階段をおりる女（1987年）
  - 切り裂き魔（1987年）
  - 美しき容疑者（1987年）
  - 女検事霞夕子　家庭教師の殺人（1988年）
  - 女検事霞夕子　別荘の女（1988年）
  - 小京都ミステリー3 津和野・萩殺人事件（1991年）
  - 熱帯夜（1991年）
  - 女検事霞夕子　闇の演出（1993年）
- 月曜ワイド劇場（テレビ朝日）
  - 子供たちの復讐（1983年）
- 夏樹静子サスペンス（関西テレビ）
  - 死者の嘘（1986年）
  - 突然の朝（1986年）
- 京都かるがも病院 （1986年、テレビ朝日・東映）

## 未制作作品
- アダムの星（1968年～1969年頃） - 後に「男と女の神話」に改題されるも未制作となる。

## バラエティ
- 独占!おとなの時間（1980年10月 - 1981年9月26日、東京12チャンネル) - 司会